# هاکس‌برخن
هاکس‌برخن (به هلندی: Haaksbergen) یک شهرستان در هلند است که در افریسل واقع شده‌است. هاکس‌برخن ۲۷ متر بالاتر از سطح دریا واقع شده‌است.

## خواهرخوانده
شهر آهاوس خواهرخواندهٔ هاکس‌برخن هست.